# Maison Loubières
La maison Loubières se trouve place de la Cathédrale dans la cité de Saint-Lizier, dans le département de l'Ariège, en France.

## Histoire
Situé à 426 mètres d'altitude, près de la cathédrale Saint-Lizier, cet immeuble date du XVIe siècle. 
Le bâtiment est classé partiellement (façade, toiture et planchers) au titre des monuments historiques par décret du 30 novembre 1929.

## Architecture
Il s'agit d'un immeuble à pans de bois en quadrillage avec parements en brique toulousaine et torchis. Chaque étage s'avance en surplomb. La toiture est en tuile occitane.

## Galerie

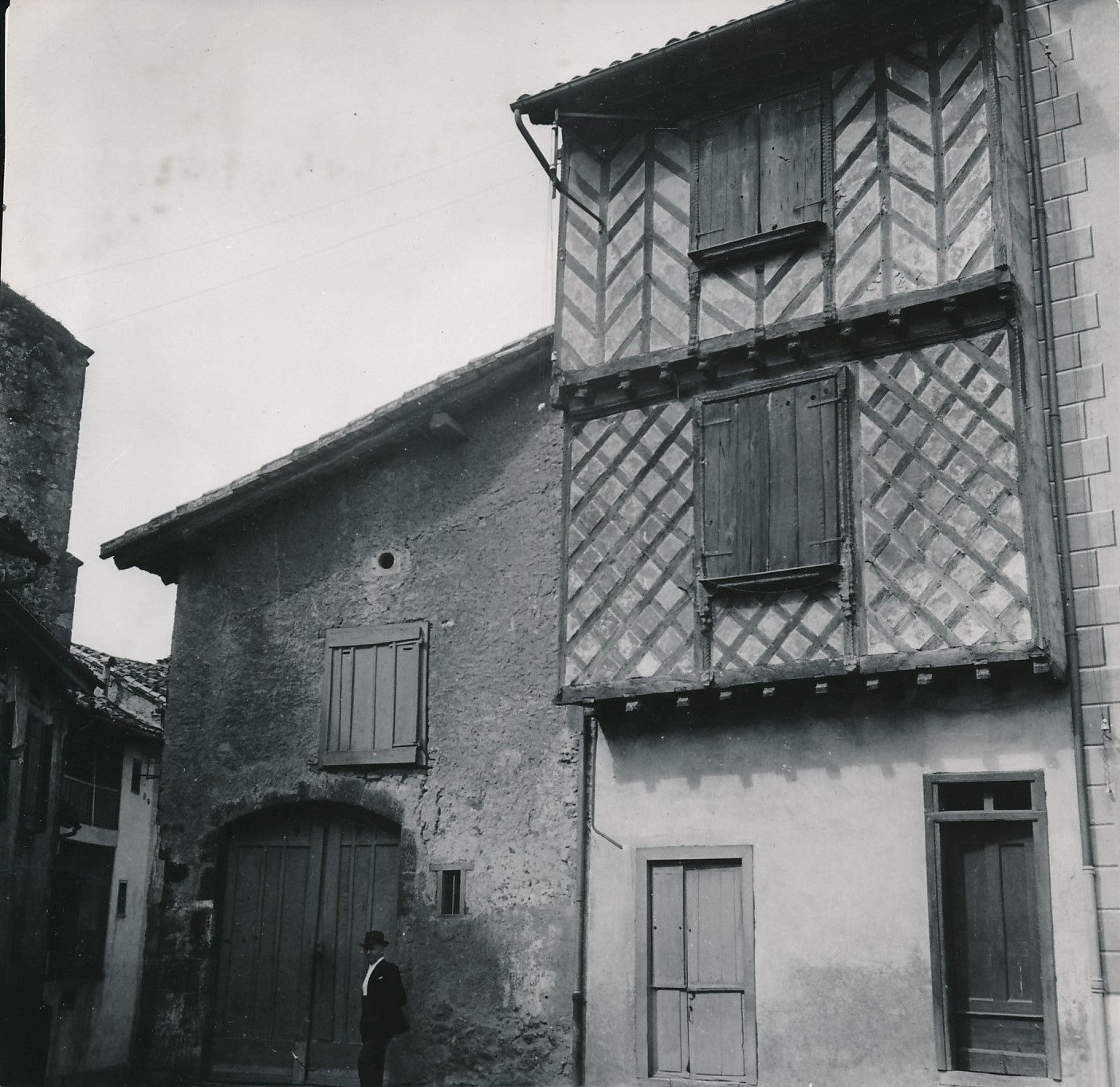
La maison Loubières en 1938.
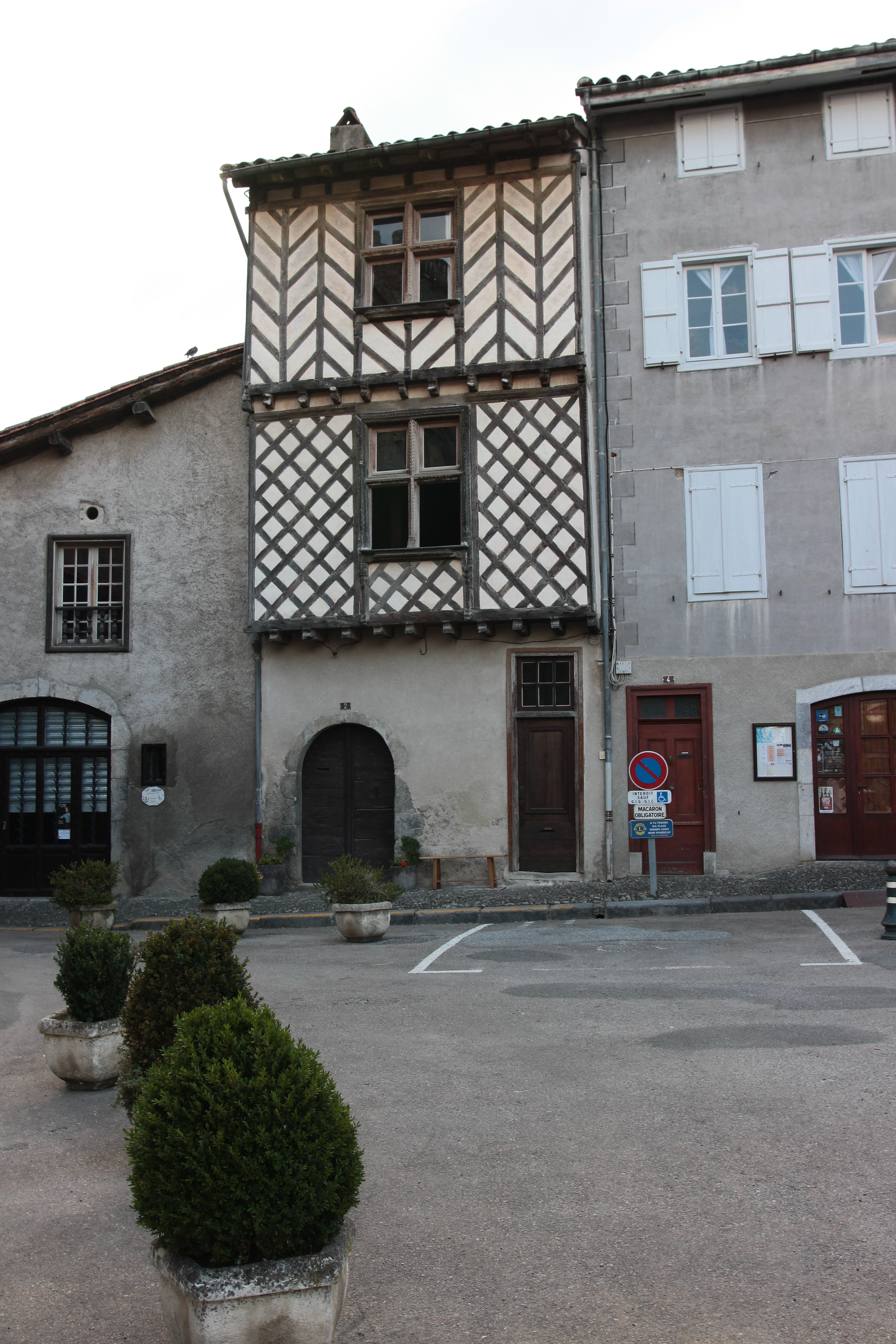
La maison Loubières en 2014.
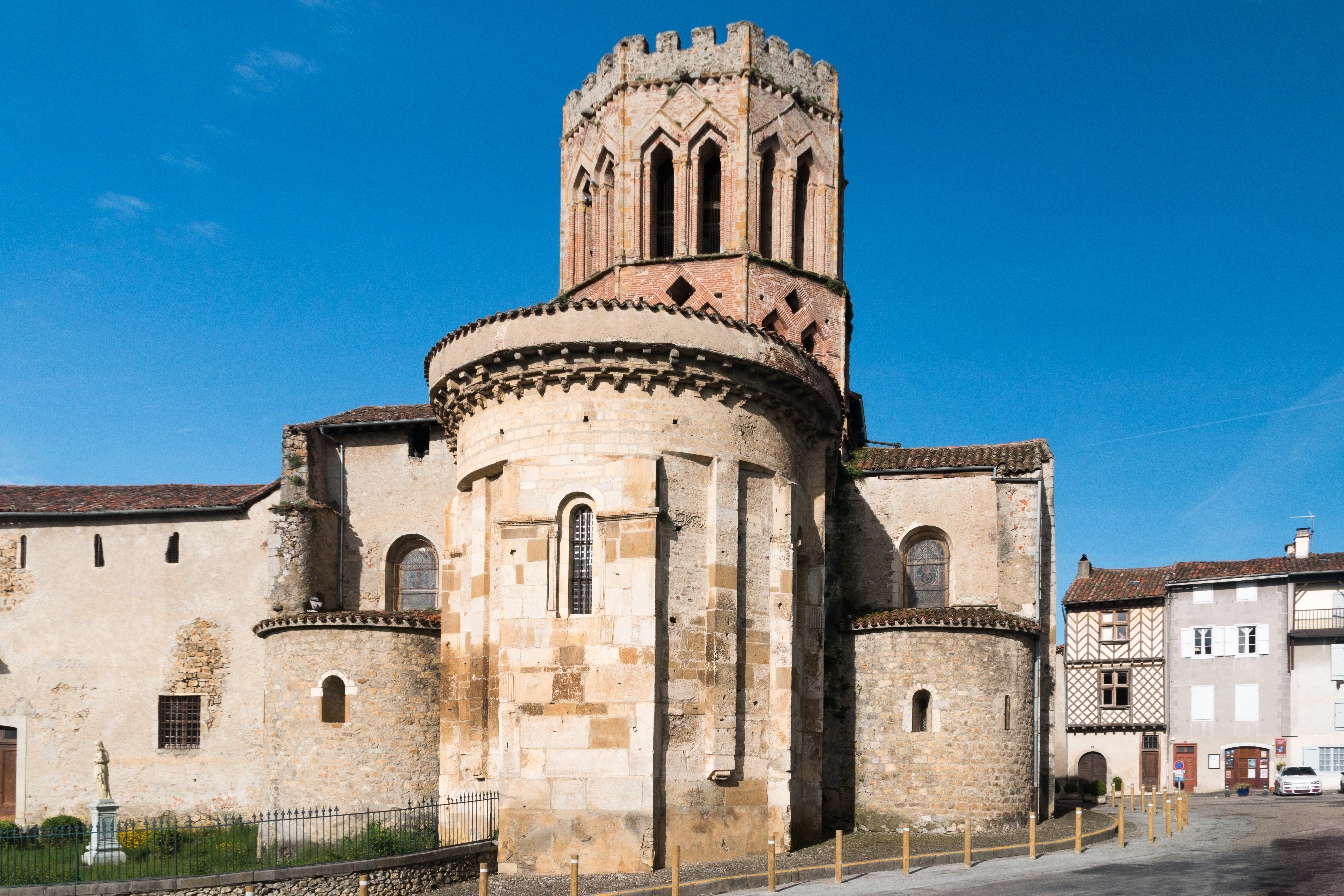
La cathédrale, son chevet et la maison en 2015.